# Jon Leuer
Jon Leuer (Long Lake, 14 maggio 1989) è un ex cestista statunitense, professionista nella NBA.

## Carriera

### Draft NBA 2011
Dopo aver militato per quattro anni nell'Università del Wisconsin, si rese eleggibile per il Draft NBA 2011, in cui venne selezionato come 40ª scelta dai Milwaukee Bucks, squadra proprio del Wisconsin.

### Parentesi in Germania: Skyliners Francoforte (2011)
A causa del Lockout, Leuer fu uno dei tanti giocatori che decisero di andare a giocare oltreoceano (tanti andarono in Europa, alcuni invece andarono in Cina) in quanto firmò un contratto con gli Skyliners Francoforte in Germania, con opzione di uscita in caso di fine del Lockout.

### NBA (2011-2019)

#### Milwaukee Bucks (2011-2012)
Nel Dicembre 2011 Leuer tornò ai Bucks dopo la fine del Lockout nel dicembre 2011. Leuer con i cervi disputò 46 partite, di cui 12 da titolare.

#### Houston Rockets e Cleveland Cavaliers (2012-2013)
Il 28 giugno 2012 i Bucks lo cedettero via trade agli Houston Rockets insieme a Jon Brockman, Shaun Livingston e la 12ª scelta al Draft NBA 2012 (che poi fu Jeremy Lamb) in cambio di Samuel Dalembert e la 14ª scelta al Draft (che poi fu John Henson). Il 19 Luglio Leuer venne tagliato dai Rockets. Due giorni dopo Leuer venne acquistato da free agent dai Cleveland Cavaliers. Durante la sua avventura in Ohio Leuer giocò poco e venne spedito in D-League ai Canton Charge.

#### Memphis Grizzlies (2013-2015)

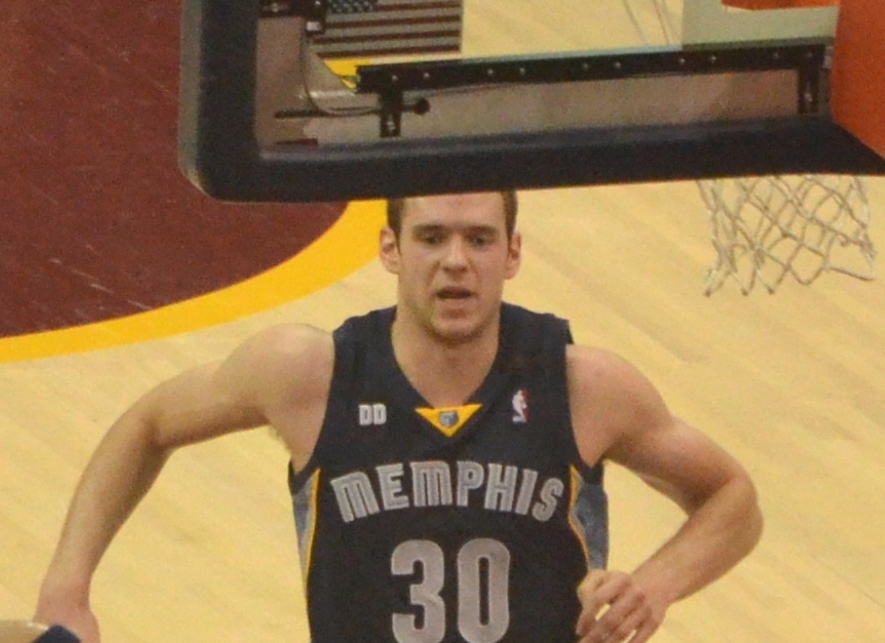
Jon Leuer con la canotta dei Memphis Grizzlies

Il 23 gennaio 2013 Leuer venne ceduto via trade ai Memphis Grizzlies che per averlo cedettero Marreese Speights, Wayne Ellington, Josh Selby e una futura prima scelta al Draft ai Cavs. Con i Grizzlies giocò 19 partite in RS e 5 nei playoffs, senza mai partire titolare.
Il 16 luglio 2013 Leuer prolungò il suo contratto con i Grizzlies per altri 3 anni.
Il 9 dicembre 2013 realizzò la sua prima doppia-doppia in carriera mettendo a referto 16 punti e 12 rimbalzi nella gara vinta dai Grizzlies per 94-85 in trasferta contro gli Orlando Magic.

#### Phoenix Suns (2015-2016)
Il 26 giugno 2015 i Memphis Grizzlies lo cedettero ai Phoenix Suns in cambio di Andrew Harrison, 44ª scelta al Draft NBA 2015 degli stessi Suns. In quel di Phoenix Leuer partì spesso dalla panchina, anche se di 67 apparizioni ben 27 furono da titolare, e tenne di media 8,5 punti a partita e il 38,2% da 3 punti con 42 tiri segnati su 110; tuttavia questo non figurò come il suo career-high in quanto statisticamente lui tenne il 46,9% da 3 nella stagione 2013-2014 coi Grizzlies, anche se in quell'occasione lo ottenne segnando 23 tiri su 49.

#### Detroit Pistons e ritiro (2016-2020)

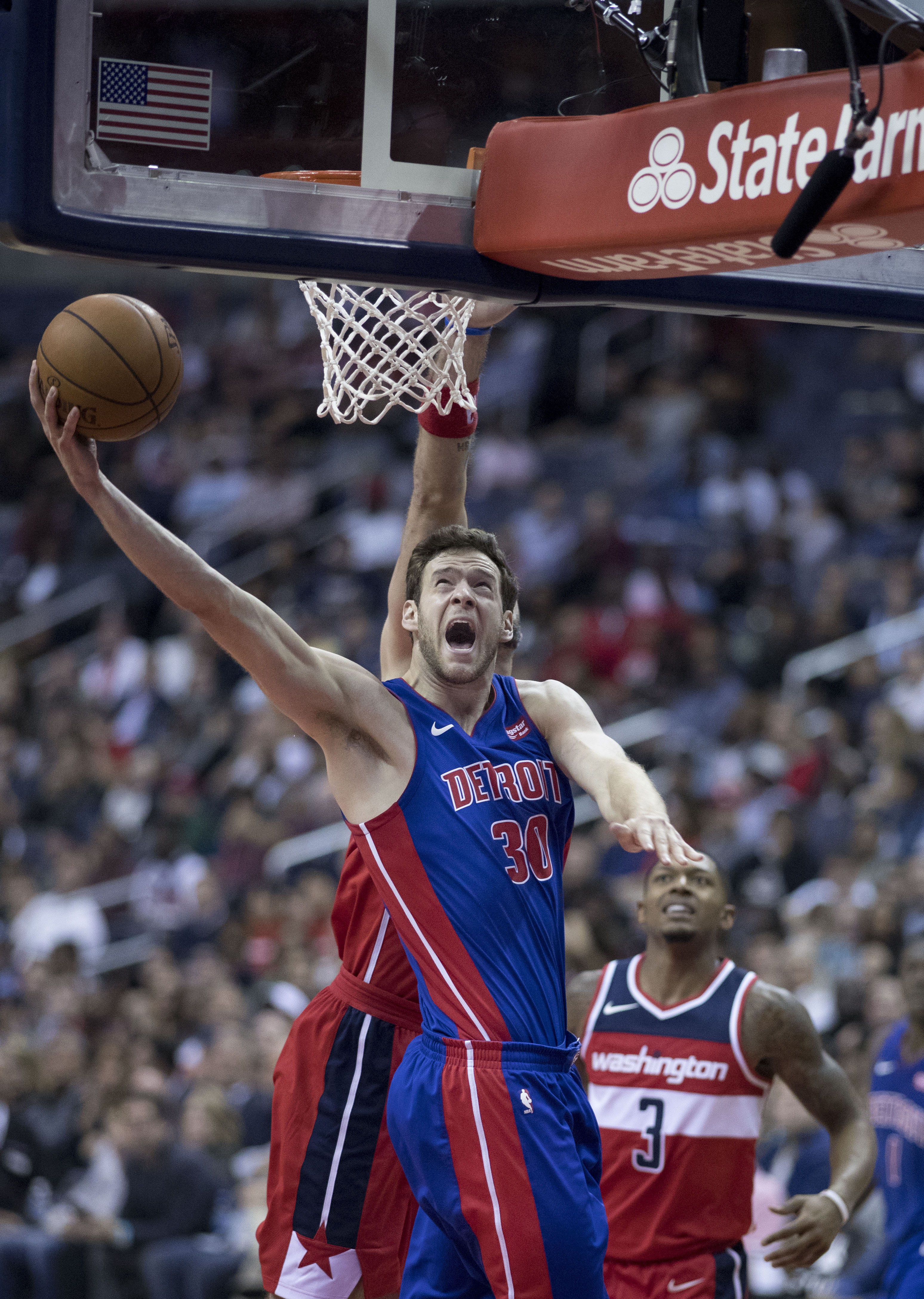
Leuer a Detroit

Il 9 luglio 2016 firmò un quadriennale da 41 milioni di dollari con i Detroit Pistons. A Detroit Leuer si alternò spesso il posto con Tobias Harris come ala grande titolare della squadra. Il 4 febbraio realizzò il proprio career-high di punti segnando 24 punti nella gara vinta in casa per 116-108 contro i Minnesota Timberwolves. Leuer per la prima volta giocò più di 70 partite (75) di cui 34 in quintetto base, e tenne 10,2 punti di media (prima volta in doppia cifra per lui) e l'86,7% ai tiri liberi (prima volta sopra l'80% per lui), anche se non ebbe le percentuali da 3 che i Pistons sperarono.
La stagione 2017-18, a causa di un infortunio alla caviglia, terminò per lui già a gennaio, dopo sole 8 partite disputate.
L'11 agosto 2018 venne annunciato che si sarebbe operato al ginocchio destro.
Il 20 giugno 2019 venne ceduto ai Milwaukee Bucks in cambio di Tony Snell e dei diritti su Kevin Porter (successivamente ceduto ai Cleveland Cavaliers dai Pistons), venendo però tagliato il 10 luglio.
Rimasto svincolato, si ritira poi il 24 maggio 2020 a causa di problemi fisici.

## Statistiche

### College
| Anno      | Squadra           | PG  | PT | MP   | TC%  | 3P%  | TL%  | RP  | AP  | PRP | SP  | PP   |
| --------- | ----------------- | --- | -- | ---- | ---- | ---- | ---- | --- | --- | --- | --- | ---- |
| 2007-2008 | Wisconsin Badgers | 32  | 0  | 8,6  | 47,2 | 46,2 | 48,3 | 1,3 | 0,4 | 0,1 | 0,1 | 2,9  |
| 2008-2009 | Wisconsin Badgers | 33  | 12 | 21,3 | 46,6 | 29,6 | 60,5 | 3,8 | 0,8 | 0,5 | 0,6 | 8,8  |
| 2009-2010 | Wisconsin Badgers | 24  | 22 | 28,8 | 52,2 | 39,1 | 72,0 | 5,8 | 1,6 | 0,5 | 1,3 | 15,4 |
| 2010-2011 | Wisconsin Badgers | 34  | 34 | 33,5 | 47,0 | 37,0 | 84,3 | 7,2 | 1,6 | 0,5 | 0,9 | 18,3 |
| Carriera  | Carriera          | 123 | 68 | 22,8 | 48,2 | 36,8 | 72,3 | 4,5 | 1,1 | 0,4 | 0,7 | 11,2 |

### NBA

#### Regular season
| Anno      | Squadra             | PG  | PT | MP   | TC%  | 3P%  | TL%  | RP  | AP  | PRP | SP  | PP   |
| --------- | ------------------- | --- | -- | ---- | ---- | ---- | ---- | --- | --- | --- | --- | ---- |
| 2011-2012 | Milwaukee Bucks     | 46  | 12 | 12,1 | 50,8 | 33,3 | 75,0 | 2,6 | 0,5 | 0,3 | 0,4 | 4,7  |
| 2012-2013 | Cleveland Cavaliers | 9   | 0  | 10,1 | 35,7 | 0,0  | 33,3 | 1,4 | 0,6 | 0,2 | 0,0 | 2,4  |
| 2012-2013 | Memphis Grizzlies   | 19  | 0  | 5,1  | 62,5 | -    | 57,1 | 1,3 | 0,2 | 0,2 | 0,0 | 1,8  |
| 2013-2014 | Memphis Grizzlies   | 49  | 0  | 13,1 | 49,2 | 46,9 | 78,7 | 3,2 | 0,4 | 0,4 | 0,3 | 6,2  |
| 2014-2015 | Memphis Grizzlies   | 63  | 6  | 13,1 | 44,3 | 24,1 | 62,7 | 3,3 | 0,7 | 0,3 | 0,1 | 4,8  |
| 2015-2016 | Phoenix Suns        | 67  | 27 | 18,7 | 48,1 | 38,2 | 76,2 | 5,6 | 1,1 | 0,6 | 0,4 | 8,5  |
| 2016-2017 | Detroit Pistons     | 75  | 34 | 25,9 | 48,0 | 29,3 | 86,7 | 5,4 | 1,5 | 0,4 | 0,3 | 10,2 |
| 2017-2018 | Detroit Pistons     | 8   | 0  | 17,0 | 41,7 | 0,0  | 86,7 | 4,0 | 0,6 | 0,1 | 0,4 | 5,4  |
| 2018-2019 | Detroit Pistons     | 41  | 1  | 9,8  | 58,4 | 9,1  | 74,2 | 2,4 | 0,3 | 0,3 | 0,1 | 3,8  |
| Carriera  | Carriera            | 377 | 80 | 15,8 | 48,4 | 32,8 | 76,7 | 3,8 | 0,8 | 0,4 | 0,3 | 6,4  |

#### Play-off
| Anno     | Squadra           | PG | PT | MP  | TC%  | 3P%  | TL%  | RP  | AP  | PRP | SP  | PP  |
| -------- | ----------------- | -- | -- | --- | ---- | ---- | ---- | --- | --- | --- | --- | --- |
| 2013     | Memphis Grizzlies | 5  | 0  | 2,2 | 50,0 | -    | -    | 0,6 | 0,0 | 0,2 | 0,2 | 0,4 |
| 2014     | Memphis Grizzlies | 3  | 0  | 7,7 | 42,9 | 50,0 | 100  | 2,7 | 0,7 | 0,3 | 0,0 | 3,0 |
| 2015     | Memphis Grizzlies | 4  | 0  | 2,3 | 50,0 | -    | -    | 1,3 | 0,0 | 0,0 | 0,0 | 1,0 |
| 2019     | Detroit Pistons   | 1  | 0  | 5,0 | 0,0  | -    | 0,0  | 0,0 | 0,0 | 0,0 | 0,0 | 2,0 |
| Carriera | Carriera          | 13 | 0  | 3,7 | 46,7 | 50,0 | 66,7 | 1,2 | 0,2 | 0,2 | 0,1 | 1,3 |

#### Massimi in carriera
- Punti: 24 vs. Minnesota Timberwolves (4 febbraio 2017)[19]
- Rimbalzi: 14 (2 volte)
- Assist: 6 vs. Charlotte Hornets (7 dicembre 2016)
- Palle rubate: 3 (2 volte)
- Stoppate: 3 (3 volte)
- Minuti giocati: 41 vs. Los Angeles Lakers (23 marzo 2016)